# San Juan de los Ranchos I
San Juan de los Ranchos I es un caserío peruano ubicado en el distrito de Sullana, perteneciente a la provincia homónima del departamento de Piura, al norte del Perú. 

## Ubicación
San Juan de los Ranchos I se ubica al oeste de la provincia de Sullana, en el distrito homónimo, en el departamento de Piura. 

## Demografía
En 2017 San Juan de los Ranchos I tenía una población de 119 habitantes.